# اروچ‌بی‌لی (بایبورد)
اروچ‌بی‌لی {{ترکی|Oruçbeyli) (به ارمنی: Սուրբ Թորոս) (به کردی: Sibtoros) یک منطقهٔ مسکونی در ترکیه است که در بایبورد واقع شده‌است. اروچ‌بی‌لی ۳۲۸ نفر جمعیت دارد.